# Björn Johansson
Erik Björn Johansson (né le 18 février 1956 à Örebro en Suède) est un joueur professionnel de hockey sur glace suédois.

## Carrière

### Carrière de joueur
En 1973, il commence sa carrière dans la Division 1 avec son club formateur du Örebro HK. Il est choisi en première ronde en 5e position par les Seals de la Californie lors du repêchage d'entrée dans la Ligue nationale de hockey. La même année, il fut choisi au premier tour du repêchage amateur de l'AMH 1976 par les Toros de Toronto en huitième position. De 1976 à 1978, il a évolué en Amérique du Nord disputant quinze matchs dans la LNH avec les Barons de Cleveland. Revenu à Örebro, il met un terme à sa carrière en 1989.

### Carrière internationale
Il a représenté la Suède En équipe nationale.

## Statistiques
| Saison    | Équipe                     | Ligue      |    | Saison régulière | Saison régulière | Saison régulière | Saison régulière | Saison régulière |   | Séries éliminatoires | Séries éliminatoires | Séries éliminatoires | Séries éliminatoires | Séries éliminatoires |
| Saison    | Équipe                     | Ligue      | PJ | B                | A                | Pts              | Pun              | PJ               | B | A                    | Pts                  | Pun                  |                      |                      |
| 1973-1974 | Örebro HK                  | Division 1 | 18 | 2                | 2                | 4                | 27               |                  |   |                      |                      |                      |                      |                      |
| 1974-1975 | Örebro HK                  | Division 1 | 30 | 13               | 1                | 14               | 22               | -                | - | -                    | -                    | -                    |                      |                      |
| 1975-1976 | Örebro HK                  | Division 1 |    |                  |                  |                  |                  | -                | - | -                    | -                    | -                    |                      |                      |
| 1976-1977 | Golden Eagles de Salt Lake | LCH        | 56 | 8                | 16               | 24               | 10               | -                | - | -                    | -                    | -                    |                      |                      |
| 1976-1977 | Barons de Cleveland        | LNH        | 10 | 1                | 1                | 2                | 4                | -                | - | -                    | -                    | -                    |                      |                      |
| 1977-1978 | Roadrunners de Phoenix     | LCH        | 13 | 0                | 3                | 3                | 15               | -                | - | -                    | -                    | -                    |                      |                      |
| 1977-1978 | Dusters de Binghamton      | LAH        | 24 | 0                | 10               | 10               | 6                | -                | - | -                    | -                    | -                    |                      |                      |
| 1977-1978 | Americans de Rochester     | LAH        | 25 | 2                | 10               | 12               | 20               | -                | - | -                    | -                    | -                    |                      |                      |
| 1977-1978 | Barons de Cleveland        | LNH        | 5  | 0                | 0                | 0                | 6                | -                | - | -                    | -                    | -                    |                      |                      |
| 1978-1979 | Örebro HK                  | Elitserien | 36 | 7                | 15               | 22               | 37               | -                | - | -                    | -                    | -                    |                      |                      |
| 1979-1980 | Frölunda HC                | Elitserien | 33 | 8                | 10               | 18               | 46               | 8                | 2 | 1                    | 3                    | 8                    |                      |                      |
| 1980-1981 | Örebro HK                  | Division 1 | 30 | 10               | 16               | 26               | 45               | -                | - | -                    | -                    | -                    |                      |                      |
| 1981-1982 | Örebro HK                  | Division 1 | 39 | 18               | 18               | 36               | 63               | -                | - | -                    | -                    | -                    |                      |                      |
| 1982-1983 | Örebro HK                  | Division 1 | 31 | 9                | 18               | 27               | 50               | -                | - | -                    | -                    | -                    |                      |                      |
| 1983-1984 | Örebro HK                  | Division 1 | 29 | 18               | 18               | 36               | 24               | -                | - | -                    | -                    | -                    |                      |                      |
| 1984-1985 | Örebro HK                  | Division 1 | 32 | 7                | 13               | 20               | 40               | -                | - | -                    | -                    | -                    |                      |                      |
| 1985-1986 | Örebro HK                  | Division 1 | 31 | 9                | 14               | 23               | 24               | -                | - | -                    | -                    | -                    |                      |                      |
| 1986-1987 | Örebro HK                  | Division 1 | 30 | 6                | 19               | 25               | 24               | -                | - | -                    | -                    | -                    |                      |                      |
| 1987-1988 | Örebro HK                  | Division 1 | 34 | 4                | 24               | 28               | 32               | -                | - | -                    | -                    | -                    |                      |                      |
| 1988-1989 | Örebro HK                  | Division 1 | 29 | 5                | 22               | 27               | 38               | -                | - | -                    | -                    | -                    |                      |                      |